# Junba
Junba (kinesiska: 君坝, 君坝乡) är en socken i Kina. Den ligger i provinsen Sichuan, i den sydvästra delen av landet, omkring 360 kilometer väster om provinshuvudstaden Chengdu. Antalet invånare är 2255. Befolkningen består av 1 099 kvinnor och 1 156 män. Barn under 15 år utgör 30 %, vuxna 15-64 år 62 %, och äldre över 65 år 6,0 %.
Genomsnittlig årsnederbörd är 888 millimeter. Den regnigaste månaden är juli, med i genomsnitt 204 mm nederbörd, och den torraste är november, med 2 mm nederbörd.